# HTL Wien West
Die HTL Wien West (vormals HTL Schellinggasse und HTL Ottakring) ist eine berufsbildende höhere Schule (Höhere Technische Lehranstalt) im 16. Wiener Gemeindebezirk Ottakring. 1999 übersiedelte die damalige HTL Schellinggasse aus dem 1. Wiener Gemeindebezirk in das zu einer Schule umgestaltete Gebäude der Tabakfabrik Ottakring, wodurch sie in HTL Ottakring umbenannt wurde. Am 14. Jänner 2020 wurde sie in HTL Wien West umbenannt.

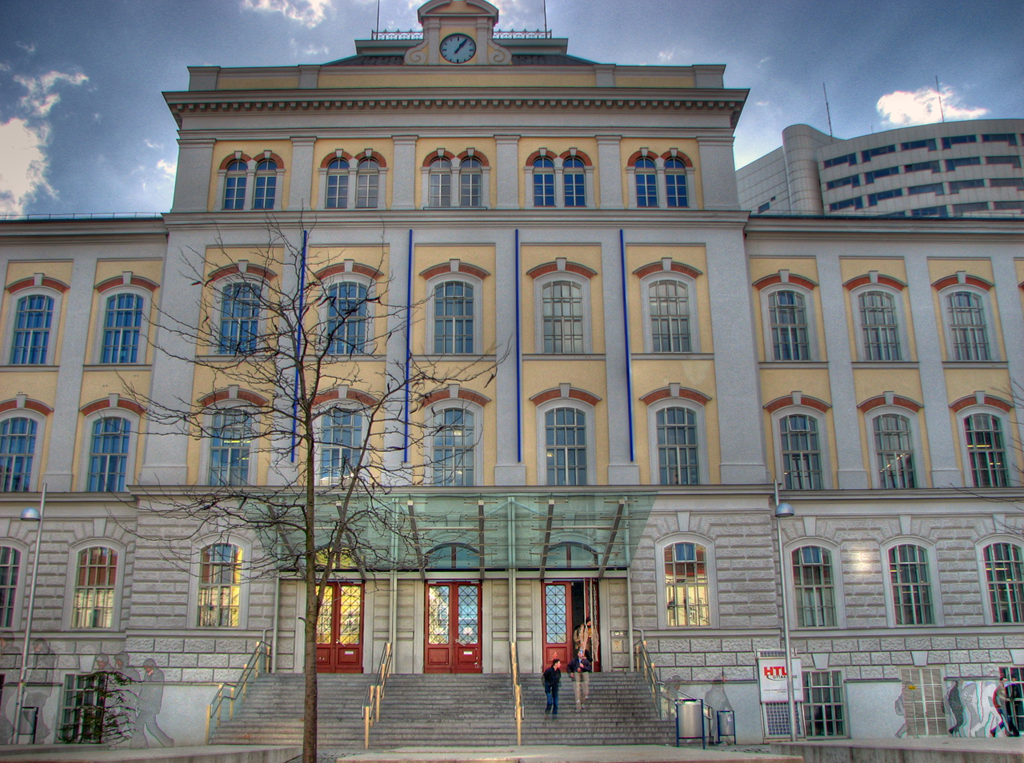
Haupteingang

## Geschichte

### Gewerbliche Zeichenschule
Die Ursprünge der HTL Wien West liegen in der 1842 geplanten und 1846 eröffneten Gewerblichen Zeichenschule (Zeichenanstalt). Der Schwerpunkt lag bei der Ausbildung im technischen Zeichnen, was sich auch in den vier damaligen Abteilungen widerspiegelt:
- Vorbereitungsschule für das Kleingewerbe
- Zeichenschule für das Baugewerbe
- Schule für Manufakturzeichnen
- Zeichenschule für Mechaniker

Organisatorisch war die Schule dem k.k. Polytechnischen Institut am Karlsplatz (heutige Technische Universität Wien) unterstellt und befand sich am Standort des Polytechnikums als eigenständige Institution. Der Unterricht war in Sonntags- und Wochentagsunterricht unterteilt.
1865 kam es zu einer Neustrukturierung und die Schule wurde vom Polytechnikum getrennt und dem Architekten Wilhelm Westmann als Direktor unterstellt, der bis dato als Lehrer in der Gewerbeschule für Baugewerbe und Metallarbeiten diente. Die Zeichenschule übersiedelte in die Sigl'sche Lokomotivfabrik in der Währinger Straße, dem Gebäude des heutigen WUK. 1867 kam es zu einer Streichung der technischen Disziplinen aus den Lehrplänen der Realschulen, wodurch der Bedarf nach höheren technischen Lehranstalt wuchs. 1868 später erhielt Westmann als Leiter der Schule den Auftrag, ein neues Schulkonzept auszuarbeiten, in welchem der Schwerpunkt bei einer Tagesschule für die Vermittlung theoretischer und fachlicher Bildung lag. Im selben Jahr übersiedelte die Schule in das Gußhaus auf der Wieden im heutigen 4. Wiener Gemeindebezirk.

### K.k. Bau- und Maschinengewerbeschule
1870 wurde das neue Konzept umgesetzt und die Schule in k.k. Bau- und Maschinengewerbeschule umbenannt. Sie stellte die erste gewerbliche Mittelschule Österreichs und einen Vorläufer der späteren Staatsgewerbeschulen dar. Ein Teil der Schule ist in das St. Anna-Gebäude in die Innere Stadt übersiedelt (Annagasse 3), in welchem vorher die Malerschule der Akademie der bildenden Künste untergebracht war. Westmann blieb bis zu seiner Pensionierung 1875 Direktor.

### K.k. Staatsgewerbeschule
1880 erfolgte die Umbenennung in k.k. Staatsgewerbeschule, welche im Zuge der Reorganisation des technisch-gewerblichen Schulwesens nach französischem Vorbild flächendeckend in Österreich eingeführt wurden. Sie war in vier Zweigen organisiert, welche sich stark an den damaligen Anforderungen der Wirtschaft und Industrie richteten:
- Höhere Gewerbeschule: Eine vierjährige Schule mit zwei Abteilungen (Bau- und Maschinenfach)
- Werkmeisterschule mit einer baugewerblichen Abteilung: Eine zweijährige Schule mit einer baugewerblichen Abteilung (1910/11 aufgelassen) und einer maschinentechnischen Abteilung (1889/90 aufgelassen).
- Spezialkurse für Kesselheizer, Lokomotivführer u. Ä.
- Gewerbliche Zeichenschule: Diese Schule stellte ein Überbleibsel der ursprünglichen Schule dar und wurde 1904/05 aufgelassen

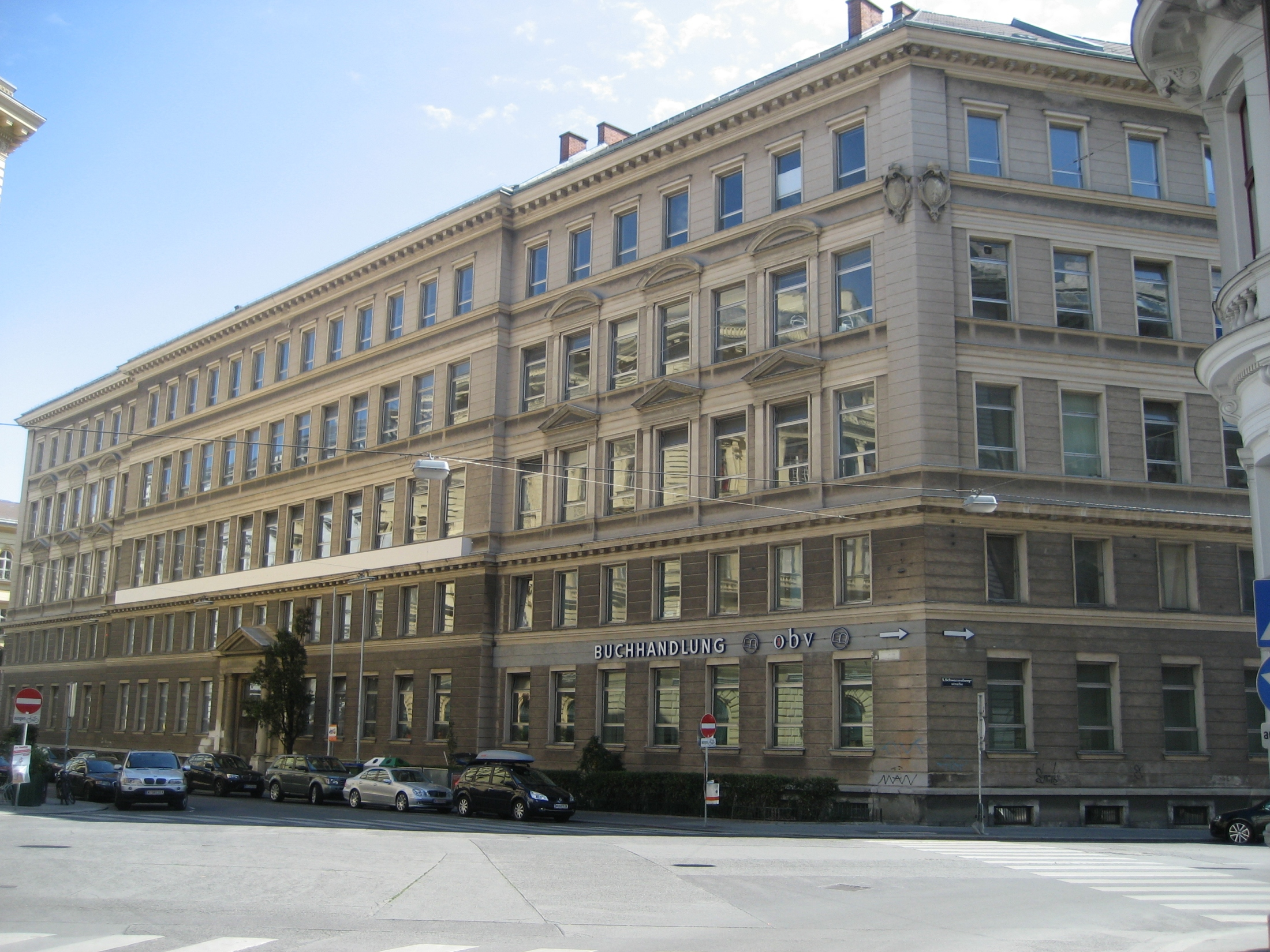
Schulgebäude in der Schellinggasse

Wurde nach der Werkmeisterschule die Baumeisterprüfung abgelegt, so konnte man sich Architekt nennen. Durch die Ausstellung eines sogenannten Frequenzzeugnis konnte ein Schulabschluss auch ohne Reifeprüfung erlangt werden. 1883 wurde der Stadtbautheoretiker Camillo Sitte Direktor und der Neubau des Schulgebäudes in der Schellinggasse 13 in der Inneren Stadt angeordnet. Das Gebäude wurden von den Architekten Dominik Avanzo und Paul Lange geplant. 1885 wurde es nach zweijähriger Bauzeit vollendet. Bemerkenswert ist der sich zur Schwarzenbergstraße hin befindliche Eckturm und die reiche Ornament- und Groteskmalerei an der Fassade des Gebäudes.
Das Alter der Schüler variierte 1883 zwischen 13 und 36 Jahren. 1897 wurden Exkursionen und der Lehrwerkstättenunterricht eingeführt. Zudem wurden die Aufnahmebedingungen verschärft: Fortan waren vier Klassen Mittelschule oder Bürgerschule bzw. der abgeschlossene Besuch einer achtjährigen Volksschule Voraussetzung. Im Schuljahr 1909/10 wurde der Lehrplan reformiert. Die Schulzeit wurde auf viereinhalb Jahre (neun Semester) ausgedehnt und zusätzlich musste im 6. Semester Praxis auf einem Bauplatz gemacht werden.
Ein Jahr später, im Schuljahr 1910/11, wurde die Werkmeisterschule durch die Bauhandwerkerschule für Gehilfen ersetzt. Dabei handelte es sich um drei Kurse von je fünf Monaten für Gehilfen, die das Maurer- oder Zimmerergewerbe gelernt haben. Notwendig für die Aufnahme war das erfolgreiche Abschließen der 3. Klasse einer allgemein-gewerblichen oder der 2. Klasse einer fachlichen Fortbildungsschule für Baugewerbe. Das Mindestalter wurde auf 17 Jahre festgesetzt und in einem entsprechenden Fach musste vor Eintritt eine Lehre abgeschlossen sein.
1912 wurde eine Lehrwerkstätte (Schulbauhof) in der Lebergasse 4 in der Landstraße errichtet und die Bauhandwerkerschule in die Lebergasse verlegt, da die Kapazitäten des Gebäudes in der Schellinggasse nicht mehr ausreichten. Bedingt durch den Ersten Weltkrieg wurde das Schulgebäude 1914 zu einem Reservespital umfunktioniert und der Schulbetrieb in den 10. Gemeindebezirk in die Eugenstraße 81 (heute Pernerstorfergasse) übersiedelt. Der Unterricht wurde auf die höheren Abteilungen beschränkt und 1918 kehrt die Schule in die Schellinggasse zurück. Kriegsschäden wurden behoben und Ergänzungskurse für die Schüler, die durch den Kriegsdienst den Schulbesuch unterbrochen haben, wurden angeboten.

### Technisch-Gewerbliche Bundeslehranstalt
Im Schuljahr 1922/23 wurde die Schule in Technisch-Gewerbliche Bundeslehranstalt umbenannt und Abteilungen für Hoch-, Tief- und Maschinenbau eingeführt. 1939 wurde der Ingenieurstitel für Absolventen der staatlichen Ingenieurschulen und der Staatsbauschule eingeführt. Der Titel wurde nach dem erfolgreichen Absolvieren der Reifeprüfung mit dem Ingenieurzeugnis ausgestellt.
Nach Ende des Zweiten Weltkriegs fand die sogenannte Ischler Tagung statt. Hierbei wurden neue Lehrpläne erstellt, der Schulbauhofbetrieb modernisiert und die Baufachschule neugestaltet: Fortan gab es eine fünfjährige, höhere Abteilung für Hochbau, welche mit der Reifeprüfung abschloss. Nach vier Praxisjahren wurde der Ingenieurtitel verliehen. Zusätzlich gab es eine dreijährige Baufachschule, in der das Bauhandwerk erlernt werden konnte. Das Besondere ist, dass die gesamte erste Klasse gemeinsam geführt wurde und erst danach die Auftrennung erfolgte. Zusätzlich wurde eine Bauhandwerkerschule für Maurer und Zimmerer eingeführt, welche aus drei Halbjahreskursen bestand. Nach dem Krieg wurde die Abendschule für Chemie vom Chemiker Richard Henke geführt. 1956 erfolgte die Einführung des 2. Bildungsweges für Berufstätige, ab 1962 wurde die Schule durch die Versuchsanstalt für Baustoffe als Höhere Technische Bundeslehr- und Versuchsanstalt (HTBLuVA) geführt.

### Höhere technische Bundeslehr- und Versuchsanstalt Wien I
1963 wurde die Schule in Höhere technische Bundeslehr- und Versuchsanstalt Wien I umbenannt (sog. HTL Schellinggasse). Anschließend wurden aufgrund von Platzmangel die bau- und maschinentechnischen Abteilungen getrennt. Teile der Schule wurden sukzessive in die Leberstraße 4c in den 3. Gemeindebezirk übersiedelt, wobei die Abteilungen noch der HTL Schellinggasse unterstellt blieben. Zuerst zogen nur die Bauhofklassen und einige andere Klassen um, darunter die Flugtechnikabteilung, die später zur HTBLA Eisenstadt übersiedelte. Nach der Umgestaltung des Gebäudekomplexes durch die Architekten „Nehrer & Medek und Partner“ in Wien zogen schließlich 1982–1983 die Abteilungen für Hochbau, Tiefbau und Bauwirtschaft komplett um, und die Schule wurde als Camillo Sitte Lehranstalt (Höhere technische Bundeslehr- und Versuchsanstalt Wien III) selbständig.
Mitte der 1970er Jahre unterrichtete der österreichische Architekt Helmut Leierer als Lehrer in der Abteilung Tiefbau.

### HTL Ottakring

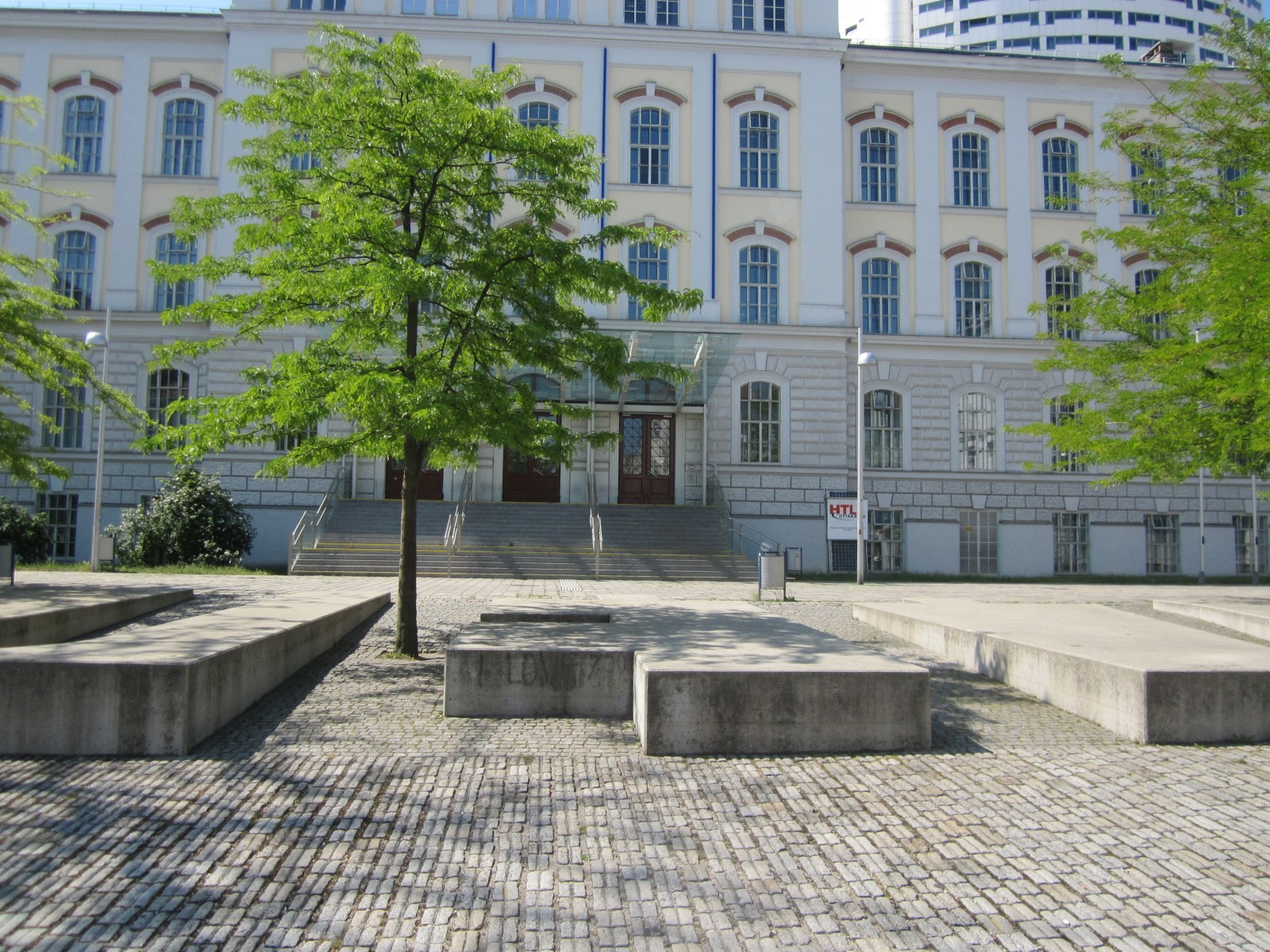
Textskulptur „Jetzt“

Abermals wurden die räumlichen Kapazitäten zu knapp und die örtlichen Gegebenheiten genügten nicht mehr dem zeitgemäßen Schulbetrieb. Die HTL Schellinggasse sollte Ende der 90er-Jahre in das renovierte Gebäude der ehemaligen Tabakfabrik Ottakring in der Thaliastraße im 16. Wiener Gemeindebezirk übersiedelt werden. Das Projekt wurde von der Bundesimmobiliengesellschaft (BIG) und dem Architektenbüro "Nehrer & Medek und Partner" abgewickelt. Die seitlichen Nebengebäude sowie das hintere Rohstoffmagazin der alten Fabrik wurden abgerissen. Durch Schleifen des Mitteltraktes konnte ein moderner, mehrstöckiger Klassentrakt errichtet werden. Für die Schule war es nun zum ersten Mal möglich, Theorietrakt, Werkstätten und Turnhalle in einem Haus zu vereinen, wodurch der Unterricht für Schüler und Lehrer wesentlich erleichtert wurde. Im denkmalgeschützte Hauptgebäude wurden die Werkstätten und Laboratorien eingerichtet, wobei die Anlagen und Maschinen zu einem großen Teil aus der Schellinggasse stammen. Durch die Übersiedlung 1999 wurde die Schule zunächst in HTL Ottakring und am 14. Jänner 2020 dann in HTL Wien West umbenannt.
Auf dem Platz vor der Schule befindet sich ein von Leo Zogmayer gestaltetes Steingebilde, das aus der Vogelperspektive aus betrachtet das Wort „JETZT“ darstellt. Es handelt sich um ein Kunstwerk, welches im Rahmen der Eröffnung der U-Bahn-Linie U3 im Jahr 1999 zur kulturellen Aufwertung des Gebietes – neben anderen Kunstwerken – erbaut wurde.
1999 wurde mit Carmen Lechner das erste Mal in Österreich eine Frau zur Direktorin einer HTL bestellt. 2005 kam es aufgrund eines lecken Härtebeckens zu einem Austritt von 30 l Salzsäure. Das Gebäude wurde evakuiert und die Säure durch die Feuerwehr mit Natriumcarbonat neutralisiert.

## Abteilungen
Die HTL Wien West bietet heute vier Ausbildungsschwerpunkte an, wobei diese wiederum Tages- und Abendschulformen anbieten. Die Abendschulform ermöglicht eine berufsbegleitende Ausbildung und bietet einen Ausbildungsweg mit Matura und einen Kolleg-Lehrgang an. Bei der Tagesschulform ist es möglich mit Matura (sog. „Höhere Lehranstalt“, 5-jähriger Lehrgang) oder mit einer Fachschulabschlussprüfung (4-jährig) abzuschließen.

### ElektronikundTechnische Informatik
- Höhere Lehranstalt für Elektronik (Tages- und Abendschule)
- Fachschule Mechatronik (Tagesschule)

### Elektrotechnik
- Höhere Lehranstalt für Elektrotechnik (Tages- und Abendschule mit Schwerpunkt Erneuerbare Energien)

### Informationstechnologie
- Höhere Lehranstalt für Informationstechnologie (Tagesschule mit Schwerpunkt Netzwerk- und Medientechnik und Abendschule mit Schwerpunkt Softwareentwicklung, Medien- und Netzwerktechnik, Datenbank- bzw. Informationssysteme)
- Fachschule Informationstechnik (Tagesschule)

### Maschinenbau
- Höhere Lehranstalt für Maschinenbau (Tagesschule mit Schwerpunkt Anlagentechnik und Abendschule)
- Fachschule Maschinenbau (Tagesschule)

## Personen

### Bekannte Lehrer
- Martin Neubauer, Schachspieler sowie -trainer und Internationaler Meister
- Harald Ruiss, Fußballschiedsrichter

### Bekannte Absolventen
- Martha Bolldorf-Reitstätter, Architektin (HTL Schellinggasse)
- Julius Eberhardt, Bauunternehmer und Architekt (HTL Schellinggasse)
- Siegfried Lindenmayr, SPÖ-Kommunalpolitiker (HTL Schellinggasse)
- Richard Lugner, Baumeister und Projektentwickler (HTL Schellinggasse)
- Hans Mayr, SPÖ-Kommunalpolitiker (Staatsgewerbeschule)
- Peter Sittler, ÖVP-Kommunalpolitiker und Unternehmer (HTL Schellinggasse)
- Ludwig Tremmel, Architekt (Staatsgewerbeschule)
- Helmar Weseslindtner, Maschinenbauingenieur und Professor (HTL Schellinggasse)